# 東方アルカディアレコード
『東方アルカディアレコード』（とうほうアルカディアレコード）は、DAMO GAMESより配信されたスマートフォン向けゲームアプリ。2022年7月28日サービス開始。基本プレイ無料（アイテム課金制）。『東方Project』の公認二次創作作品のひとつ。
コピーライトにKLabがクレジットされており、同社の決算説明資料によると、KLabがDOBALA GAMESと共同開発した「弾幕幻想」のJP版タイトルであるとしている。

## あらすじ
忽然と幻想郷に現れた主人公は、自分が何者なのかも分からないまま、「幻想郷の物事を記録したい」という強烈な衝動に駆られ、冒険に出る。その過程で主人公は様々な出会い、騒動、異変を体験することとなる。

## ゲームシステム
横スクロール型の弾幕アクションゲームである。最大5人のチームを組み、ボスが放つ弾幕を避けつつ、スキル・スペルカード・霊符を使って敵を満身創痍にすることを目指す。
屋敷では、自分好みに部屋をアレンジしたり、漫画や音楽の鑑賞、釣り・栽培・調理・探索・温泉などを楽しむことができる。調理した料理を使って宴会を開くことができる。宴会終了後に使った料理に応じ様々な報酬が手に入る。宴会はフレンドを招待でき、招待されたフレンドも報酬が手に入る。

## 登場キャラクター
- 博麗霊夢 - 佐藤利奈
- 霧雨魔理沙 - 阿澄佳奈
- 宇佐見菫子 - 高橋李依
- 射命丸文 - 佳原萌枝
- チルノ - とくいなえ
- レミリア・スカーレット - 喜多村英梨
- 十六夜咲夜 - 伊藤静
- アリス・マーガトロイド - 橘ゆき
- 堀川雷鼓 - 堀川かえで
- 八雲藍 - かわい凛香
- メディスン・メランコリー、幽谷響子、ナズーリン - やまだまるな
- 大妖精、小野塚小町、小悪魔 - 山本紗織
- 古明地こいし - 上坂すみれ
- ルーミア、高麗野あうん、鬼人正邪 - 上高涼楓
- 河城にとり、今泉影狼 - 片桐留奈
- 茨木華扇 - 伊藤さつき
- 霍青娥 - 渡邉絵里
- 多々良小傘、エタニティラルバ、橙 - 朝日奈優
- 霊烏路空 - 永井美奈
- 因幡てゐ、封獣ぬえ、宮古芳香 - 鳴島萌華
- 鈴仙・優曇華院・イナバ - 藤東知夏
- リグル・ナイトバグ、蘇我屠自古、犬走椛- 谷川麻依香
- 八意永琳 - 北﨑ひとみ
- 水橋パルスィ、紅美鈴 - 北川真理奈
- 雲居一輪＆雲山、寅丸星 - 山品明日香
- 星熊勇儀 - 鳥羽優好
- 森近霖之助 - 中村悠一
- 魂魄妖夢 - 悠木碧
- 古明地さとり - 星野伊桜里
- 藤原妹紅 - 白瀬まゆ
- 八雲紫 - 大原さやか
- 蓬莱山輝夜 - 舞原鈴
- パチュリー・ノーレッジ - 福尾美佳
- 風見幽香 - 竹下礼奈
- 西行寺幽々子 - 能登麻美子
- 四季映姫・ヤマザナドゥ - 沢実那子
- 聖白蓮 - 山内亜依
- フランドール・スカーレット - 深崎結菜
- 伊吹萃香 - 月本こうこ
- 東風谷早苗 - 一ノ瀬媛奈
- 洩矢諏訪子 - 国実久留子
- 比那名居天子 - 魚谷佳代
- 上白沢慧音、稀神サグメ、少名針妙丸 - 永牟田萌
- 鍵山雛、依神紫苑 - 中川侑季
- 依神女苑、二ッ岩マミゾウ、埴安神袿姫 - 屋代瑠花
- 摩多羅隠岐奈 - 三浦小季
- 豊聡耳神子 - 小西真以
- 秦こころ - 雪深山福子
- ヘカーティア・ラピスラズリ - 七緒凛
- 八坂神奈子 - 柴奈慶
- 純狐 - 東海林亜祐
- 村紗水蜜、クラウンピース、永江衣玖、ドレミー・スイート、驪駒早鬼、吉弔八千慧、饕餮尤魔 - 不明